# Casarsa (stacja kolejowa)
Casarsa (włoski: Stazione di Casarsa) – stacja kolejowa w Stazione di Casarsa, w prowincji Pordenone, w regionie Friuli-Wenecja Julijska, we Włoszech. Jest ważną stacją węzłową na głównej linii Wenecja – Udine, gdzie krzyżuje się z liniami do Portogruaro i Gemona del Friuli.
Jest to stacja o największym ruchu kolejowego w prowincji Pordenone, a także jednym z najważniejszych we Friuli-Wenecji Julijskiej, z około 70 pociągami dziennie.
Infrastruktura kolejowa jest zarządzana przez Rete Ferroviaria Italiana (RFI). Według klasyfikacji RFI posiada kategorię srebrną.

## Historia
Stacja została otwarta w 1855 roku i przez pięć lat, aż do budowy mostu na Tagliamento i kontynuacji linii aż do Udine, była stacją końcową Friuli.
Dworzec poważnie został zniszczony podczas bombardowań II wojny światowej, a obecny budynek został zbudowany w latach czterdziestych.
Istnieją dwie linie kolejowe, które rozpoczynają się w Casarsa, zamknięte dla ruchu pasażerskiego w latach sześćdziesiątych, a wreszcie również dla ruchu towarowego w latach osiemdziesiątych: obecne aż do chwili 1966 jak "linia Gemona-Pinzano-Casarsa" i "linia Casarsa-San Vito al Tagliamento-Motta di Livenza ", zostały zlikwidowane i zastąpiony komunikacją autobusową.

## Infrastruktura
Stacja posiada 14 torów, w tym 5 dla obsługi pasażerów i 9 do przeznaczonych do przeładunków, manewrowania i stacjonowania. Wewnątrz znajduje się punkt sprzedaży biletów, automaty biletowe, poczekalnię pierwszej i drugiej klasy, bar, kiosk, bankomat, bank oraz posterunek policji.

## Linie kolejowe
- Wenecja – Udine
- Casarsa – Portogruaro
- Gemona del Friuli – Casarsa